# علي أباد دو (حومة بم)
علي أباد دو (بالفارسية: علی‌آباد 2) هي مستوطنة تقع في إيران في منطقة مركزية ريفية. يقدر عدد سكانها بـ 23 نسمة .